# تيزركان (آيت وافاياض)
تيزركان (بتشلحيت: ⵜⵉⵣⵯⵔⴳⴰⵏ, Tizʷrgan) هو دُوَّار أو قرية سوسية محصنة على قمة جبل بالأطلس الصغير توجد على بعد نحو 100 كيلومتر من مدينة اكادير باتجاه بلدة تافراوت بجماعة إدا وكنضيف، إقليم شتوكة آيت باها، جهة سوس ماسة في المملكة المغربية. ينتمي الدوّار لمشيخة آيت وافاياض التي تضم 30 دواوير. يقدر عدد سكانه بـ 32 نسمة حسب الإحصاء الرسمي للسكان والسكنى لسنة 2004. لعبت تيزركان دورا في مراقبة وحراسة طريق القوافل التجارية في المنطقة. تنتصب القرية المحصنة على قمة جبل صغير له هيئة فوهة بركان خامد. ويحيط بالقرية سور من الحجر والشوك يلتصق بحافة الجبل، ولها مدخل واحد يعلوه برج مطل على الجهة التي تخترقها الطريق بحيث يمكن من مراقبتها على مسافة طويلة.
اشتهرت تيزركان بصناعة المطاحن الحجرية في الماضي وصمودها امام الغزو الاستعماري. ولكن مع استتباب الأمن والاستقرار بعد استقلال المغرب، نزل سكان القرية إلى السفح فباتت مهجورة ومعرضة للضياع والخراب.

## أصل الاسم
تختلف الروايات حول سبب اطلاق اسم تيزركان على القرية وحول معنى هذا الاسم. قد يعود أصل تسمية قرية «تيزركان» ، وفق ما هو متداول من الروايات الشفهية، إلى كون الصخرة التي بنيت عليها هذه المعلمة تستعمل في صنع الرحى أو «أزرك» بلغة تشلحيت، وجمعه «إزركان» بالتالي يكون هذا الاسم مشتقا من عبارة «تين إزركان» أي «صاحبة الطواحين». فيما تذهب روايات أخرى إلى كون أشجار الأركان سائدة بوفرة في القرية والتي تنفرد بها جبال منطقة سوس عالميا، والمشهورة بزيتها ذي الخصائص الفريدة في مجالات التغدية والتجميل، والتي تشكل أهم ثروة طبيعية في المنطقة، معتبرة إياها ممرا أو فجا، أي “تيزي ن واركان”، بمعنى ممر بين الأركان.

## روابط خارجية
- البوابة الوطنية للجماعات الترابية نسخة محفوظة 12 مارس 2018 على موقع واي باك مشين.
- المندوبية السامية للتخطيط